# Zugang gestalten! Mehr Verantwortung für das kulturelle Erbe

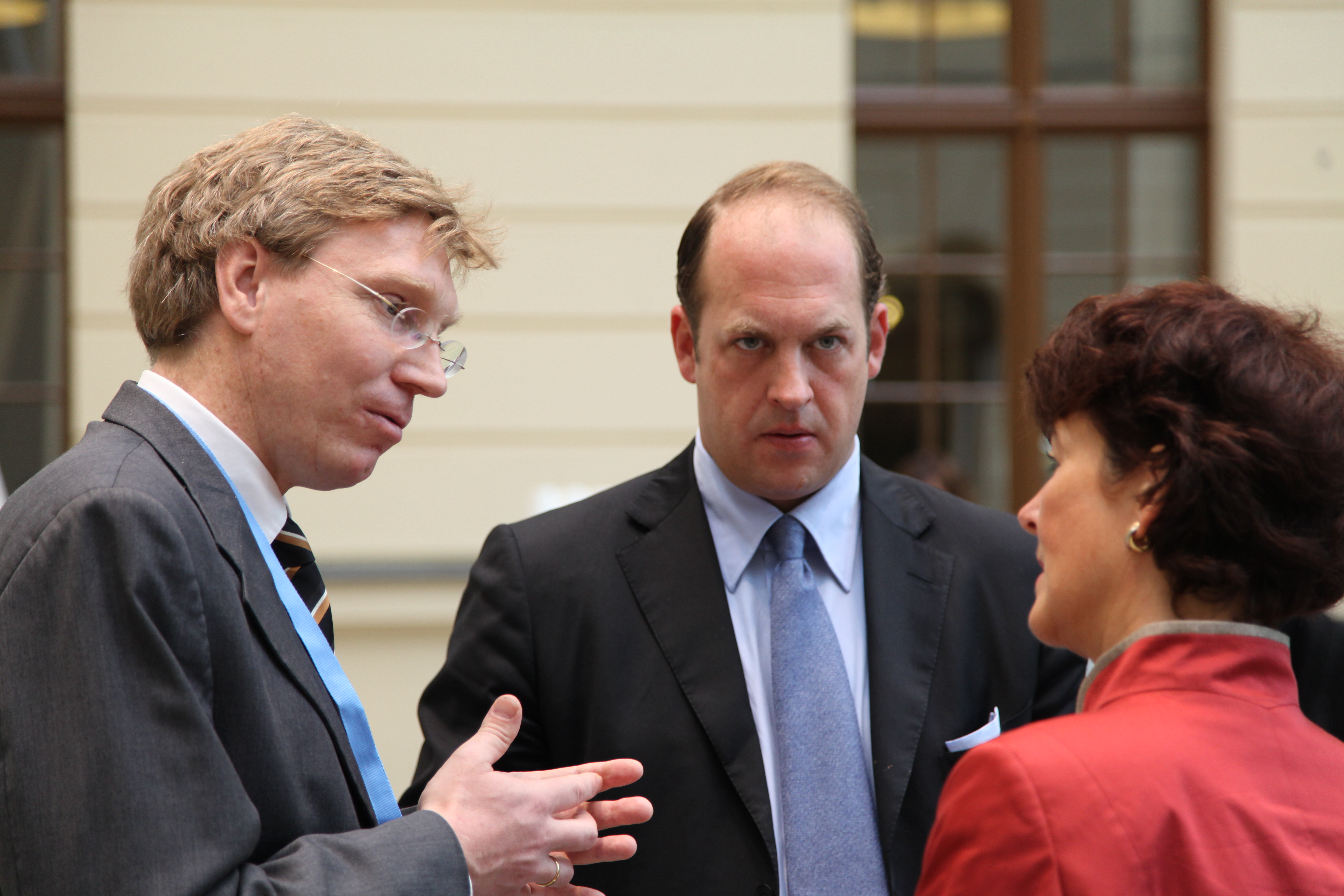
Paul Klimpel und Börries von Notz im Gespräch bei der Konferenz 2012

Zugang gestalten! Mehr Verantwortung für das kulturelle Erbe (beim ersten Mal unter dem Titel Ins Netz gegangen – Neue Wege zum kulturellen Erbe) ist eine internationale Konferenzreihe, die seit 2011 jährlich durchgeführt wird.
Im Rahmen der Konferenzreihe Zugang gestalten! Mehr Verantwortung für das kulturelle Erbe werden Themen der Digitalisierung im Bezug auf Kultur- und Gedächtniseinrichtungen thematisiert. Die Reihe möchte einen „Beitrag zum Diskurs über die mit der Digitalisierung zusammenhängenden Chancen, Hindernisse, Herausforderungen und Veränderungen von Bibliotheken, Archiven und Museen und ihr Verhältnis zu anderen Institutionen, Initiativen und Wirtschaftsunternehmen“ leisten. Leiter der Konferenzreihe ist Paul Klimpel.
Die Konferenz wurde 2020 und 2021 von der Münchner Stadtbibliothek, der Stiftung Preußischer Kulturbesitz, dem Bundesarchiv, der Deutschen Digitalen Bibliothek, dem Deutschen Filminstitut & Filmmuseum, der Deutschen Nationalbibliothek, dem Deutschen Nationalkomitee für Denkmalschutz, dem Jüdischen Museum Frankfurt, dem Forschungs- und Kompetenzzentrum Digitalisierung Berlin (digiS), iRights e.V., der Stiftung Historische Museen Hamburg, Wikimedia Deutschland und dem ZKM Karlsruhe getragen. Die Schirmherrschaft wurde von der Deutschen UNESCO-Kommission übernommen. Weitestgehend bilden diese Organisatoren auch schon seit Beginn die Trägerschaft.
Frühere weitere Mitveranstalter waren Arsenal – Institute für Film und Videokunst (2016), Internet & Gesellschaft Co:llaboratory (2016), Institut français Deutschland (2015), Jüdisches Museum Berlin (bis 2015), Open Knowledge Foundation Deutschland (2015) und die Stiftung Haus der Geschichte der Bundesrepublik Deutschland.
| Jahr                              | Ort                                                          | Veranstaltungsort | Teilnehmer | thematischer Schwerpunkt |
| --------------------------------- | ------------------------------------------------------------ | --- | ---------- | --- |
| 2011, 17. bis 18. November        | Berlin                                                       | Stiftung Deutsche Kinemathek |            | Bei dieser Konferenz stand das Ob im Vordergrund. Sollen Gedächtnisinstitutionen ins Netz gehen und wie ist das Verhältnis von öffentlichen Institutionen, zivilgesellschaftlichen Initiativen und Wirtschaftsunternehmen beim Schritt ins Netz. |
| 2012, 22. bis 23. Oktober         | Berlin                                                       | Jüdisches Museum Berlin |            | Zugang gestalten – aber Wie? Die verschiedenen Optionen und Strategien bei der Gestaltung des Zugangs zum kulturellen Erbe wurden auf der zweiten Konferenz diskutiert. Ein Schwerpunkt dabei war auch die Frage der Vermarktung und Kommerzialisierbarkeit öffentlich finanzierter Archivbestände. |
| 2013, 28. bis 29. November        | Berlin                                                       | Jüdisches Museum Berlin | 200+       | Zugang gestalten – aber Warum eigentlich. Schwerpunkte der dritten Konferenz waren eine Rückbesinnung auf das Selbstverständnis kultureller Institutionen sowie die Erwartungen, die an sie gerichtet werden. Inwieweit handelt es sich beim Zugang zum kulturellen Erbe um anerkannte öffentliche Aufgaben? |
| 2014, 13. bis 14. November        | Berlin                                                       | Hamburger Bahnhof – Museum für Gegenwart                                                                                                 | 400+       | Zugang gestalten – Was ist tatsächlich passiert? In einer Zwischenbilanz wurde untersucht, welche Digitalisierungsprojekte es national wie international gab und gibt und wie sie den Zugang zum kulturellen Erbe verändert haben. Welche Konzepte sind aufgegangen, wo gab es Fortschritte, wo Rückschläge oder Stagnation? |
| 2015, 5. bis 6. November          | Hamburg                                                      | Altonaer Museum | 330        | Zugang gestalten – Wohin geht es? Fokus dieser Konferenz waren Zukunftsstrategien für den Zugang zum kulturellen Erbe in der Zukunft. Wohin entwickelten sich Produktions- und Verbreitungsstrukturen? Welche Konzepte gab es für Partizipation in der Zukunft? Wohin entwickelten sich die rechtlichen Rahmenbedingungen? Begleitet wurde die Konferenz durch den Aufruf zur Unterzeichnung der Hamburger Note durch den Konferenzleiter und Initiator der Note, Paul Klimpel. |
| 2016, 17. bis 18. November        | Berlin                                                       | Hamburger Bahnhof – Museum für Gegenwart                                                                                                 | 360        | Zugang gestalten – aber Wie lange? Angesichts der rasanten technologischen Entwicklung der elektronischen Medien, der Projektorientierung von Kulturförderung und der Flüchtigkeit digitaler Kommunikation gewinnen Fragen nach der Nachhaltigkeit an Bedeutung. Thema war deshalb, welche Strategien zur Stärkung der Beständigkeit es gibt? |
| 2017, 19. bis 20. Oktober         | Frankfurt am Main                                            | Deutsche Nationalbibliothek | 300        | Zugang gestalten – zusammen arbeiten. Welche Formen der Zusammenarbeit über institutionelle und nationale Grenzen hinweg ermöglicht die Digitaltechnik, was sind Grenzen, was sind die Voraussetzungen, was sind die Chancen von Zusammenarbeit, wenn es darum geht, Zugang zum kulturellen Erbe zu ermöglichen? |
| 2018, 25. bis 26. Oktober         | Berlin                                                       | Hamburger Bahnhof – Museum für Gegenwart (und Martin-Gropius-Bau)                                                                        | 300        | Europa! Anlässlich des Europäischen Kulturerbejahres unter dem Motto „Sharing Heritage“ stand 2018 das Kulturerbe Europas im Fokus. Fragen waren etwa, wie das materielle und immaterielle Kulturerbe Europas geschützt, zugänglich gemacht und vermittelt werden kann und welche rechtlichen Rahmenbedingungen dafür gegeben sind. |
| 2019, 30. Oktober bis 1. November | Frankfurt am Main                                            | Deutsche Nationalbibliothek | rund 200   | Pragmatismus. Damit die Chancen der Digitalisierung, den Zugang zum kulturellen Erbe zu erleichtern, auch genutzt werden können, bedarf es pragmatischer Lösungen, um rechtliche, technische und institutionelle Hindernisse zu überwinden. Während bis dahin meist konzeptionelle Fragen im Vordergrund standen, sollten in dieser Ausgabe konkrete Lösungen diskutiert werden, die den Zugang und die Vermittlung des kulturellen Erbes ermöglichen und sichern können. |
| 2020, 28. bis 30. Oktober         | online (Geschäftsstelle von Wikimedia Deutschland in Berlin) | online |            | Motto: „Innovationsschub“ In Folge der COVID-19-Pandemie als Online-Konferenz: Reflexion, welche neuen Wege viele Institutionen und Initiativen 2020 gehen mussten, da der Kontakt zu anderen meist nur online möglich war. Überprüfung wie nachhaltig und zukunftsgerichtet Formate und Arbeitsweisen innerhalb kurzer Zeit entwickelt wurden, wie die Krise einem Innovationsschub, der Transformationsprozesse beschleunigt hat, ausgelöst hat. Auf der anderen Seite die Observation, wo (noch immer infrastrukturelle) Schwierigkeiten bestehen und wo die Vermittlung des kulturellen Erbes über das Internet an seine Grenzen stößt. |
| 2021, 4. bis 5. November          | Frankfurt am Main                                            | Deutsche Nationalbibliothek |            | Themenschwerpunkt „Schwieriges Erbe in Bibliotheken, Archiven und Museen, aber auch auf Straßen und Plätzen.“ Es gibt sehr unterschiedliche Situationen, in denen Kulturinstitutionen mit schwierigem Erbe umgehen müssen und es gibt auch unterschiedliche Ansätze, wie sie sich dieser Herausforderung stellen. – aufgrund der COVID-19-Pandemie von 2020 nach 2021 verschoben. |
| 2022, 20. bis 21. Oktober         | Hamburg                                                      | Staats- und Universitätsbibliothek Hamburg                                                                                               |            | Themenschwerpunkt „Digitale Verfügbarkeit – Globale Rezeption.“ Die Digitalisierung erleichtert den Zugang zum kulturellen Erbe auch über Ländergrenzen hinweg. Und dies hat mannigfaltige Auswirkungen. Denn Zeugnisse, die das eigene Land betreffen, aber an anderer Stelle dieser Welt zugänglich gemacht werden, beeinflussen auch das eigene Selbstverständnis. |
| 2023, 4. bis 6. Oktober           | Münster                                                      | Universität Münster Auftaktveranstaltung: LWL-Museum für Kunst und Kultur Rahmenprogramm: Archäologisches Museum der Universität Münster |            | Themenschwerpunkt „Hindernisse überwinden.“ Was steht der Digitalisierung des kulturellen Erbes, was steht der Zugänglichkeit im Weg? |
| 2024, 24. und 25. Oktober         | Stuttgart                                                    | Literaturhaus Stuttgart Auftaktveranstaltung: Landesmuseum Württemberg Rahmenprogramm: Haus der Geschichte Baden-Württemberg             |            | Themenschwerpunkt: „Das Erbe antreten.“ Bedeutung, Vielfalt und gemeinsame Gestaltung des kulturellen Erbes sowie die Rolle von Kultureinrichtungen dabei. |
| 2025, 22. bis 24. Oktober         | Leipzig                                                      | Deutsche Nationalbibliothek |            | Themenschwerpunkt: "Künstliche Intelligenz" |